# Quintilione
| 1 000 000 000 000 000 000 000 000 000 000 |                          |                                                                                |
| Cardinale                                 | Cardinale                | Quintilione                                                                    |
| Ordinale                                  | Ordinale                 | Quintilionesimo                                                                |
| Scomposizione in fattori                  | Scomposizione in fattori | 1 000 000 000 000 000 000 000 000 000 000 = 230 × 530                          |
| Numero binario                            | Numero binario           | 100 0110 0111 0100 1110 1101 1110 1010 0100 0000 0000 0000 0000 0000 0000 0000 |
| Numero esadecimale                        | Numero esadecimale       | C9F2C9CD04675000000000000                                                      |

Il quintilione è il numero naturale che, nel sistema di denominazione chiamato scala lunga, corrisponde a mille quadriliardi, 1 000 000 di quadrilioni o 1 000 000 000 di triliardi. Quindi è uguale a 1 000 0005 = 1 000 000 000 000 000 000 000 000 000 000 = 1030.

## Applicazione pratica
Questo ordine di grandezza è usato in informatica, in ambito big data. Secondo IBM, infatti, ogni giorno (al 2019) vengono creati 2,5 quintilioni di byte.
È, inoltre, usato in astronomia tramite la massa solare, equivalente a due quintilioni di chilogrammi.
Una banconota da 100 quintilioni di pengo è stata resa pubblica in Ungheria nel 1946